# Electric Rattlebone
Electric Rattlebone è il primo album dei Blackeyed Susan, uscito nel 1991 per l'Etichetta Polygram Records.

## Tracce
1. Electric Rattlebone (Davidson) 00:49
2. Satisfaction (Davidson) 4:02
3. None of It Matters (Cantor, Caruso, Curtis) 6:21
4. Sympathy (Davidson) 5:04
5. Ride With Me (Davidson) 5:11
6. Old Lady Snow (Davidson) 3:46
7. Don't Bring Me Down (Davidson) 4:47
8. Indica (Criniti, Davidson) 1:56
9. She's So Fine (Davidson) 5:17
10. How Long (Davidson) 5:06
11. Best of Friends (Criniti, Davidson, Santoro) 5:06
12. Holiday (Davidson) 4:08
13. Heart of the City (Davidson) 5:40

## Formazione
- Dean Davidson - voce, chitarra, armonica
- Rick Criniti - chitarra, Sitar
- Tony Santoro - chitarra
- Eric Levy - basso
- Chris Branco - batteria

### Altro Personale
- Dave Barlow - tastiere
- Randy Cantor - piano, archi, cornamuse, organo e fisarmonica
- Andy Kravitz - percussioni
- Jay Levin - chitarra
- Mike Miarano - archi
- Erin Cain - cori
- Charlene Holloway - cori
- Annette Hardeman - cori